# Depreissia myrmex
Depreissia myrmex is een spinnensoort in de taxonomische indeling van de springspinnen (Salticidae).
Het dier behoort tot het geslacht Depreissia. De wetenschappelijke naam van de soort werd voor het eerst geldig gepubliceerd in 1942 door Roger de Lessert.